# Beta Reticuli
Désignations
Beta Reticuli (β Reticuli / β Ret) est une étoile binaire de la constellation du Réticule, avec une magnitude apparente de +3,84. La composante primaire est une géante orange de type K. Le système est distant d'environ ∼ 102 a.l. (∼ 31,3 pc) de la Terre.

## Propriétés
Beta Reticuli est un système binaire spectroscopique à raies simples qui complète une orbite avec une période de 5,25 ans et avec une excentricité de 0,33. L'étoile primaire, désignée Beta Reticuli Aa, est une géante orange de type spectral K2-IIIb, d'une température de surface de 4 580 K. Elle est âgée de 5 à 6 milliards d'années. Sa masse est 1,2 fois supérieure à celle Soleil et son rayon vaut 9,3 rayons solaires. Son compagnon, désigné Beta Reticuli Ab, est très probablement une naine rouge d'une classe spectrale située dans l'intervalle M0–M4. Sa masse est équivalente à 40 % celle du Soleil.
Beta Reticuli se déplace à travers la Galaxie à une vitesse 69,2 km/s relativement au Soleil. Son orbite galactique projetée l'entraîne entre 10 100 et 24 200 années-lumière du centre de la Galaxie. Le système est passé au plus près du Soleil il y a 319 000 ans alors qu'il brillait à une magnitude 2,98 à une distance de 67 années-lumière.
Au milieu du XXe siècle, l'astronome néerlando-américain Willem Jacob Luyten a proposé que la naine jaune de type G3V HD 24293 aurait été une troisième composante du système, en se basant sur des mouvements propres similaires. Cependant, cette hypothèse a par la suite été écartée, car avec l'obtention de mesures plus précises, il s'est avéré que cette naine jaune avait en réalité une distance, une vitesse radiale et un mouvement propres différents de ceux du système de Beta Reticuli, et qu'elle n'est donc qu'une double optique.

## Désignation
En chinois, du fait de l'adaptation des constellations européennes de l'hémisphère austral au système chinois, 蛇首 (Shé Shǒu), signifiant Tête du Serpent, fait référence à un astérisme constitué de β Reticuli et de α Hydri. Par conséquent, β Reticuli elle-même est appelée 蛇首二 (Shé Shǒu èr, la deuxième étoile de la tête du Serpent).